# Кожино (Монастырщинский район)
Кожино — деревня в Монастырщинском районе Смоленской области России. Входит в состав Соболевского сельского поселения. Население — 10 жителей (2007 год). 
Расположена в западной части области в 18 км к северо-востоку от Монастырщины, в 23 км западнее автодороги А141 Орёл — Витебск, на берегу реки Упокой. В 32 км восточнее деревни расположена железнодорожная станция Грудинино на линии Смоленск — Рославль. 

## История
В годы Великой Отечественной войны деревня была оккупирована гитлеровскими войсками в июле 1941 года, освобождена в сентябре 1943 года.